# Vic Bartolome
Victor Bartolome, detto Vic (Santa Barbara, 29 settembre 1948), è un ex cestista statunitense, professionista nella NBA, in Italia e nei Paesi Bassi.

## Carriera
Venne selezionato dai San Francisco Warriors al sesto giro del Draft NBA 1970 (87ª scelta assoluta).

## Palmarès
- Campionato olandese: 1

Leida: 1977-78